# Laxman Pai
Laxman Pai (Margao, Goa; 21 de enero de 1926–Dona Paula, Goa; 14 de marzo de 2021) fue un artista y pintor indio, director de la Escuela de Arte Goa entre 1977 y 1987.

## Carrera artística
Reconocido por sus obras dentro de la pintura contemporánea, durante su carrera recibió diversos premios y reconocimientos, entre los que destaca el Padma Bhushan, el tercer galardón más importante otorgado por el Gobierno de la India.
Falleció el 14 de marzo de 2021 a los noventa y cinco años en la localidad de Dona Paula, en el estado de Goa.

## Premios y reconocimientos
- Premio de la Academia Lalit Kala (1961, 1963, 1972)[5]
- Premio Padma Shri del Gobierno de la India, (1985)[6]
- Premio Estatal del Gobierno de Goa[6]
- Premio Nehru (1995)[6]
- Premio Gomant Vibhushan[7]
- Premio Padma Bhushan (2018)[3]